# 水曜はJ!
水曜はJ!（すいようはジェイ!）は関西テレビ放送（カンテレ）で、2025年2月13日（12日深夜）から放送開始のテレビのサッカー専門番組。
この番組は、Jリーグにまつわる用語や現象、それに、流行などをこの番組の放送エリアである関西ならではの切り口で、「わかりやすく、面白く」伝えるもので、かつて、大分トリニータの育成チームに所属していたジョックロックのゆうじろーが先生役となり、生徒役であるジョックロックの福本に対して、教えるという形式をとる。

## 放送時間
- 毎週木曜1:44-1:59（水曜深夜）

## 出演者

### MC
- ジョックロック（ゆうじろー・福本）